# 小森谷徹 Mr.COMPASS
『小森谷徹 Mr.COMPASS』（こもりやとおるミスターコンパス）はTBSラジオで放送のラジオ番組。

## 概要
月曜日のこの時間帯は音楽番組『Kakiiin』を放送してきたが、当番組では趣味をテーマにいろんな分野の趣味の情報を紹介して、リスナーが取り組んでいる趣味そのものを支援しようというもの。
出演者の2人は2015年3月までの半年間放送された『OLERA』金曜日で共演していた。

## 放送時間
- 月曜 18:00-19:30

## パーソナリティ
- 小森谷徹
- 秋沢淳子（TBSアナウンサー）